# Mistrzostwa Afryki w Piłce Siatkowej Kobiet 2013
Mistrzostwa Afryki w Piłce Siatkowej Kobiet 2013 – 16. edycja mistrzostw rozegrana zostanie w dniach 14 września – 20 września 2013 roku w Nairobi (Kenia). W rozgrywkach wystartowało 6 reprezentacji narodowych.

## Uczestnicy
Kenia

 Kamerun

 Egipt

 Algieria

 Tunezja

 Senegal

## Terminarz i wyniki
| Data  | Godz. | Drużyna 1 | Wynik | Drużyna 2 | 1     | 2     | 3     | 4     | 5     | Widzów | * |
| ----- | ----- | --------- | ----- | --------- | ----- | ----- | ----- | ----- | ----- | ------ | - |
| 14.09 |       | Kamerun   | 3:2   | Egipt     | 25:23 | 21:25 | 26:24 | 15:25 | 15:8  | 300    |   |
| 14.09 |       | Tunezja   | 3:2   | Algieria  | 25:17 | 22:25 | 25:12 | 22:25 | 15:6  | 100    |   |
| 14.09 |       | Senegal   | 0:3   | Kenia     | 20:25 | 20:25 | 16:25 |       |       | 500    |   |
| 15.09 |       | Egipt     | 0:3   | Kenia     | 20:25 | 20:25 | 12:25 |       |       | 800    |   |
| 15.09 |       | Algieria  | 0:3   | Senegal   | 18:25 | 15:25 | 19:25 |       |       | 200    |   |
| 15.09 |       | Kamerun   | 3:2   | Tunezja   | 25:12 | 20:25 | 22:25 | 25:17 | 15:11 | 500    |   |
| 16.09 |       | Senegal   | 0:3   | Kamerun   | 17:25 | 15:25 | 21:25 |       |       |        |   |
| 16.09 |       | Tunezja   | 3:0   | Egipt     | 25:21 | 28:26 | 25:18 |       |       |        |   |
| 16.09 |       | Kenia     | 3:0   | Algieria  | 25:19 | 25:15 | 25:13 |       |       |        |   |
| 17.09 |       | Algieria  | 2:3   | Egipt     | 25:20 | 21:25 | 19:25 | 26:24 | 12:15 |        |   |
| 17.09 |       | Kamerun   | 0:3   | Kenia     | 22:25 | 20:25 | 22:25 |       |       |        |   |
| 17.09 |       | Tunezja   | 3:1   | Senegal   | 25:14 | 25:16 | 18:25 | 25:22 |       |        |   |
| 18.09 |       | Algieria  | 0:3   | Kamerun   | 14:25 | 24:26 | 23:25 |       |       |        |   |
| 18.09 |       | Egipt     | 2:3   | Senegal   | 20:25 | 25:14 | 25:21 | 26:28 | 12:15 |        |   |
| 18.09 |       | Kenia     | 3:0   | Tunezja   | 25:17 | 25:20 | 25:23 |       |       |        |   |

## Tabela Końcowa
| Lp. | Drużyna  | Pkt | Mecze | Mecze   | Mecze   | Sety | Sety | Sety  | Małe punkty | Małe punkty | Małe punkty |
| Lp. | Drużyna  | Pkt | M     | W (3:2) | P (2:3) | wyg. | prz. | ratio | zdob.       | str.        | ratio       |
| --- | -------- | --- | ----- | ------- | ------- | ---- | ---- | ----- | ----------- | ----------- | ----------- |
| 1   | Kenia    | 15  | 5     | 5 (0)   | 0 (0)   | 15   | 0    | MAX   | 375         | 279         | 1.344       |
| 2   | Kamerun  | 10  | 5     | 4 (2)   | 1 (0)   | 12   | 7    | 1.714 | 424         | 383         | 1.107       |
| 3   | Tunezja  | 9   | 5     | 3 (1)   | 2 (1)   | 11   | 9    | 1.222 | 429         | 409         | 1.049       |
| 4   | Senegal  | 5   | 5     | 2 (1)   | 3 (0)   | 4    | 9    | 0.444 | 364         | 403         | 0.903       |
| 5   | Egipt    | 4   | 4     | 1 (1)   | 3 (2)   | 5    | 11   | 0.455 | 439         | 461         | 0.952       |
| 6   | Algieria | 2   | 5     | 0 (0)   | 5 (2)   | 4    | 15   | 0.267 | 348         | 444         | 0.784       |

Źródło: fivb.org
Punktacja: 3:0 i 3:1 – 3 pkt; 3:2 – 2 pkt; 2:3 – 1 pkt; 1:3 i 0:3 – 0 pkt
Zasady ustalania kolejności: 1. liczba punktów; 2. liczba zwycięstw; 3. stosunek setów; 4. stosunek małych punktów; 5. bilans w bezpośrednich meczach

## Klasyfikacja końcowa
| Miejsce | Reprezentacja |
| ------- | ------------- |
| złoto   | Kenia         |
| srebro  | Kamerun       |
| brąz    | Tunezja       |
| 4.      | Senegal       |
| 5.      | Egipt         |
| 6.      | Algieria      |

## Nagrody indywidualne
| MVP        | Najlepsza atakująca      | Najlepsza blokująca | Najlepsza zagrywająca | Najlepsza przyjmująca | Najlepsza rozgrywająca | Najlepsza libero  |
| ---------- | ------------------------ | ------------------- | --------------------- | --------------------- | ---------------------- | ----------------- |
| Mercy Moim | Cameroon Nana Tchoudjang | Mbala Eba'a         | Bassoko Moma          | Binetou Sow           | Jane Wacu              | Elizabeth Wanyama |